# Chińscy Ochotnicy Ludowi
Chińscy Ochotnicy Ludowi (ChOL; chiń. upr. 中国人民志愿军; chiń. trad. 中國人民志願軍; pinyin Zhōngguó Rénmín Zhìyuànjūn) – zbrojne, chińskie oddziały wojskowe, de facto część Chińskiej Armii Ludowo-Wyzwoleńczej, zwane przez komunistyczną propagandę ochotnikami w celu uniknięcia otwartej wojny z USA, które walczyły w wojnie koreańskiej w latach 1950–1953.

## Tło
Oddziały chińskie zostały skierowane do Korei w związku z przekroczeniem przez wojska amerykańskie (oficjalnie ONZ) 38. równoleżnika i zbliżaniem się do granicy z ChRL, co odbierano tam jako zagrożenie strategiczne od wschodu. Wcześniej USA obsadziły swoimi wojskami Tajwan, na który zbiegł w 1949 roku Czang Kaj-szek, udzieliły mu wsparcia wojskowego i stale w Cieśninie Tajwańskiej dochodziło do incydentów – był to punkt zapalny na południu Chin. Z drugiej zaś strony przywódca ChRL Mao Zedong uznawał półwysep Koreański za tradycyjną strefę wpływów chińskich, jak to miało miejsce w poprzednich wiekach. Kolejnym czynnikiem była obawa, że kontrolowana przez kapitalistyczny Zachód antykomunistyczna Korea ze stacjonującymi tam wojskami USA będzie trudnym sąsiadem.
ChOL pod koniec października przekroczyli graniczną rzekę Jalu w liczbie ok. 200 tys. żołnierzy. W kolejnych miesiącach liczba ich stale wzrastała, tak że ogółem w wojnie koreańskiej uczestniczyło ok. 1–1,5 mln chińskich żołnierzy. Trzon sił stanowili weterani chińskiej wojny domowej, ale byli wśród nich również robotnicy, aktywiści partyjni, pisarze i publicyści (np. Wei Wei, Li Guowen) oraz chłopi. Hasło ochotników brzmiało Okazać sprzeciw amerykańskiej agresji – pomoc Korei. Jednostki ChOL zorganizowane w armie (np. XV Armia – dowódca Qin Jiwei, XIX Armia – dowódca Han Xianchu) podlegały jednemu naczelnemu dowództwu. Naczelnym dowódcą ChOL był Peng Dehuai, zastąpiony później przez Yang Yonga. Uzbrojenie stanowiła broń strzelecka i ciężka, artyleria, czołgi i amunicja przekazana przez ZSRR, za którą później ChRL musiała zapłacić. Strona radziecka zabezpieczała także z powietrza granicę ChRL, dokonując lotów patrolowych wzdłuż rzeki Jalu po stronie chińskiej. Konieczność zapłaty za broń, mimo że ochotnicy w Korei walczyli również w interesie ZSRR, spowodowała głęboką niechęć do Sowietów i późniejszy rozłam radziecko-chiński.
Oficjalnie liczby Chińskich Ochotników Ludowych nigdy nie podano, w informacjach chińskich pojawiała się liczba ok. 600 tys., a straty ogólne określano na 380 tys. (zabici, ranni, zaginieni). Nawet Zhongguo Renmin Jiefangjun Jianshi (Zarys historii Chińskiej Armii Ludowo-Wyzwoleńczej, Pekin 1982) milczy w tej kwestii, a ocenia straty amerykańskie na 315 tys. (str. 86). Powszechnie przyjmowane przez Anglosasów dane to ogólna liczba 1,2 mln, z czego straty ogólne to aż 900 tys. Obecnie niektórzy historycy (np. Michael Hickey) skłaniają się do liczby 400 tys. zabitych i 500 tys. rannych.

## Działania zbrojne ChOL w Korei

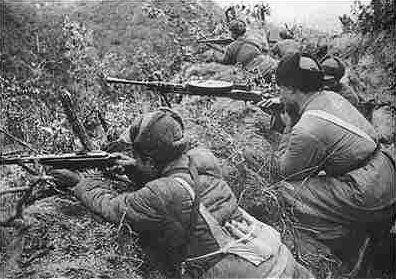
Chińscy „ochotnicy” w walce

Włączenie się Chin do wojny w Korei było wydarzeniem, którego wojska ONZ zupełnie się nie spodziewały. Amerykańskie służby wywiadowcze zlekceważyły sygnały dawane przez Pekin, że jest on gotowy do interwencji. Pod koniec września i na początku października Chińczycy dawali ostrzeżenia czy to w prywatnych czy oficjalnych rozmowach z ambasadorem Indii w Pekinie. 2 października premier Zhou Enlai poinformował ambasadora Indii, że jeśli wojska ONZ przekroczą 38. równoleżnik, to Chiny zainterweniują.
Do Korei wkroczyła wzmocniona 4 Armia Polowa. Pierwotnie kierownictwo KPCh planowało, by dowódcą owych sił został bliski współpracownik Mao Zedonga Lin Biao. Ostatecznie wobec jego oporów zdecydowano się na Peng Dehuaia. Siły chińskie w Korei nazwano „ochotnikami” po to, aby zapobiec wojnie na większą skalę z USA, a nade wszystko zminimalizować ich możliwy odwet w Chinach kontynentalnych. Jako pierwsza do Korei wkroczyła XIII Grupa Armii. Składała się ona z czterech armii, z której każda była złożona z trzech dywizji piechoty liczących po 10 tys. żołnierzy, pułku kawalerii i pięciu pułków artylerii. Wojska chińskie wkroczyły do Korei w tydzień po przemówieniu Mao z 8 października. Pierwszym zadaniem tych sił było zabezpieczenie przyczółków za rzeką Jalu. Pierwsza do Korei weszła 42 Armia, której zadaniem była blokada drogi na północny zachód od zbiornika Chosin. 38 Armia rozmieściła się po przeciwnej stronie arterii od Hŭich’ŏn. 40 Armia nacierała w kierunku Pukchin, a armie 50. i 66. pozostawały w odwodzie. Pomiędzy 13 a 25 października wojska ONZ nie zauważyły ruchu 130 tys. ludzi. Wynikało to z braku stosowania przez komunistów konwencjonalnych środków transportu i dobrego ukrycia sił w górach.

Opaska naramienna noszona przez Chińskich Ochotników Ludowych

25 października II Korpus Armii Republiki Korei został doszczętnie rozbity przez Chińczyków, atakujących za zasłoną dymną tworzoną z podpalanych lasów. 25 października Chińczycy stoczyli ciężkie walki z 2 Dywizją ARK. Na początku listopada chińska 116 Dywizja uderzyła na 15 Dywizję ARK. 1 listopada w pobliżu Ansungu Chińczycy zaatakowali 1 Dywizję Kawalerii USA, zadając ciężkie straty niektórym z pułków dywizji. 8 listopada komuniści nagle zaprzestali ataków. Miał to być sygnał dla wojsk ONZ w Korei. 25 listopada 8 Armia gen. Edwina Walkera zaczęła się przemieszczać. 25 listopada ochotnicy dokonali ataku na żołnierzy z 9 pułku piechoty 2 Dywizji niedaleko Wzgórza 219 na drodze do Kanggye. Do nocy 26 listopada Chińczycy odepchnęli 2 Dywizję o 3 km, atakując rozproszone grupki i parki pojazdów. Tymczasem na prawej flance 8 Armii USA Chińczycy w jedną noc rozbili cały II Korpus ARK w sile trzech dywizji. Ten zaczął się cofać, co szybko przerodziło się w bezładną ucieczkę. W pozycjach ONZ powstała luka o szerokości ponad 120 km od pozycji 8 Armii na zachodzie po X Korpus na wschodzie. Brygada turecka próbowała wspomóc siły ARK, jednak komuniści zablokowali szosę w Wawonie, wychodząc na flankę sił amerykańskich. Do natarcia ruszyło 18 komunistycznych dywizji XIII Grupy Armii, zmuszając 8 Armię Walkera do generalnego odwrotu.
Chińczycy zmusili do wycofania się amerykańską 2 Dywizję stacjonującą wokół Kunu-ri. 30 listopada Chińczycy osiągnęli jeden z największych zwycięstw. Atakowali zawzięcie amerykańską 2 Dywizję, zawężając strefę jej kontroli. Amerykanie rozpoczęli gwałtowną ewakuację drogą na południe. Chińczycy ustawili się wokół szosy, strzelając z moździerzy i broni maszynowej w chaotycznie uciekające pojazdy 2 Dywizji. Samochody same nawzajem torowały sobie drogę. ChAL-W zabiła 3 tysiące ludzi, zdobywając wszystkie samochody i inny sprzęt. Chińska Armia Ludowo-Wyzwoleńcza stoczyła też bitwę o Hagaru i walczyła nad jeziorem Chosin. X Korpus Armii USA ewakuował się z portu w Hamhŭngu, a pod koniec 1950 r. zdobyła go ChAL-W. Chińska ofensywa trwała do początku roku następnego. Komuniści zdobyli Pjongjang, a następnie przekroczyli 38. równoleżnik, zajmując Seul.

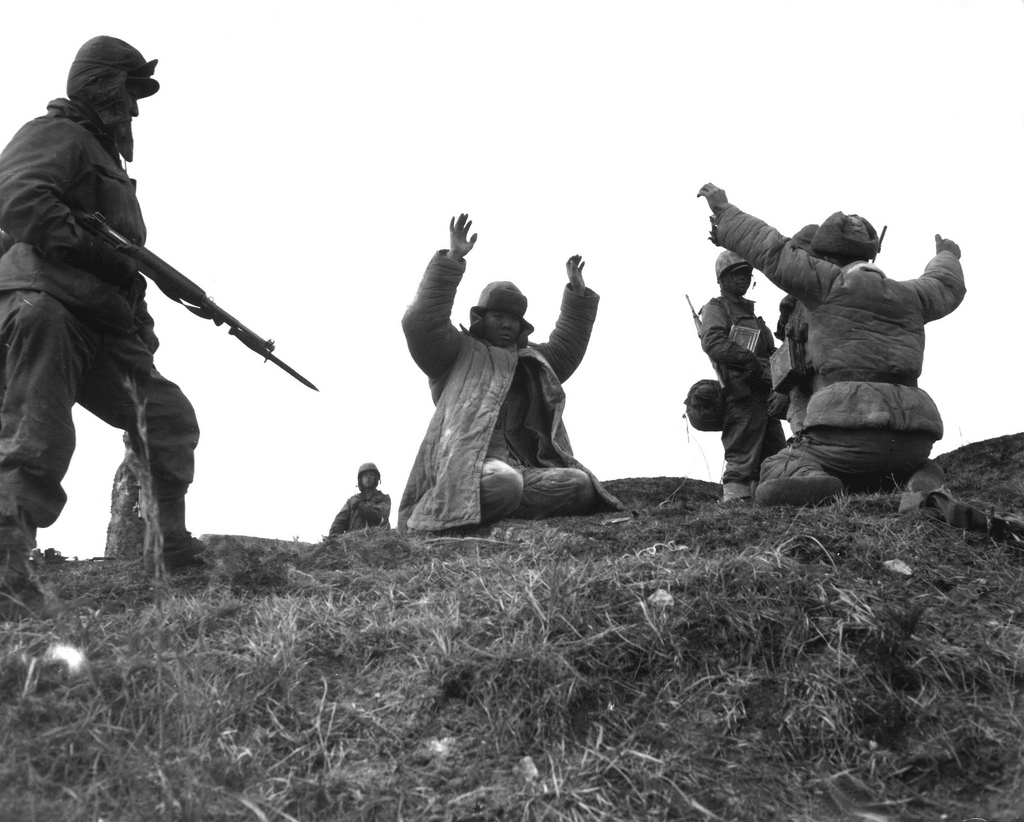
Chińscy jeńcy wzięci do niewoli przez żołnierzy amerykańskich, marzec 1951

Komuniści zapuszczając się głęboko w głąb półwyspu koreańskiego popełnili jednak ogromny błąd. Przede wszystkim chiński system zaopatrzeniowy znajdował się w opłakanym stanie. Za 38. równoleżnikiem komuniści mogli zaopatrywać jedynie 200 tys. żołnierzy ze swojej ogromnej armii interwencyjnej. Straty rosły w gwałtowny sposób. Wiele tysięcy komunistów cierpiało na dotkliwe odmrożenia i wymagało pomocy medycznej, jakiej komuniści zapewnić nie mogli. Równocześnie wojska ONZ przewyższały „ochotników” pod względem siły ognia i lotnictwa. Wystarczyło, że siły ONZ zostały przeorganizowane przez nowego dowódcę 8 Armii gen. Matthew Ridgwaya.
Wojska komunistyczne nie wytrzymały kontrofensywy 8 Armii, która podała w wątpliwość sprawność sił chińskich. W połowie stycznia 27 Pułkowa Grupa Bojowa ONZ uderzyła na pozycję chińskie na północ dochodząc do Suwonu, nie napotykając większego oporu chińskiego. 22 stycznia IX Korpus przeprowadził długie rozpoznanie bojem nie napotykając chińskiego oporu. Następnie siły amerykańskie podjęły silniejszą operację przeciwko ChAL-W, posyłając do walki 2 dywizję. Chińskie armie 38. i 50. cofnęły się stawiając jedynie sporadyczny opór. 9 lutego wyparto ChOl z ruin Inczonu i Suwonu. Siły amerykańskie straciły jedynie 70 żołnierzy, podczas gdy komuniści aż 4 tysiące zabitych. I Korpus oczyścił z Chińczyków dolinę rzeki Han. Na wschodzie ChOL zaatakowali 3 Dywizję ARK 11 lutego 1951 r., zmuszając wojska USA do wzmocnienia pozycji. W połowie lutego siły ChAL-W walczyły w zaciętej bitwie o miasto Chipyeong-ni. Udało się okrążyć w mieście 23 pułk i 2 Dywizję amerykańską wraz z Batalionem Francuskim. Chińczycy ginęli masowo, atakując solidne pozycję obronne ONZ. Atak komunistów załamał się, nie osiągając większych sukcesów.

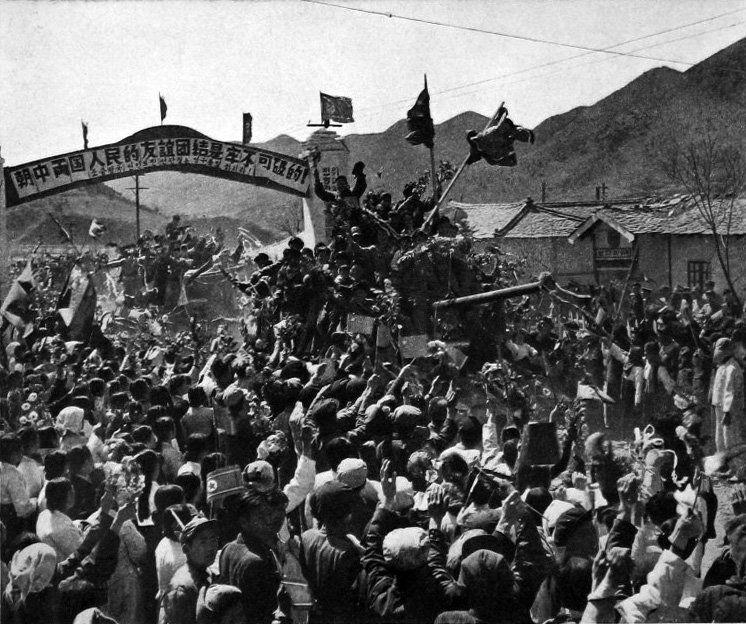
Wojska chińskie opuszczają Koreę, wiosna 1958

Następnie wojska ONZ rozpoczęły przeciwko ChAL-W 21 lutego operację Killer. 1 marca zamknięto front nad rzeką Han. Chińczycy zostali odparci, a artyleria ONZ zadała im ciężkie straty. 7 amerykańskich dywizji nacierało, trzymając w obawie przed atakami małe luki między formacjami, spychało ChAL-W przed sobą. 7 marca wojska Narodów Zjednoczonych rozpoczęły operację Ripper, wypierając ochotników w kierunku tzw. linii Idaho. Sukces operacji zmusił komunistów do ewakuowania okupowanego Seulu. Zwycięzcy wkroczyli do zrujnowanego miasta 14 marca 1951 r. Następnie Narody Zjednoczone wyparły siły chińskie za 38. równoleżnik do osiągniętej 9 kwietnia tzw. linii Kansas. Pod koniec kwietnia Chińczycy podjęli ofensywę wiosenną – zakończyła się ona klęską. Od tego czasu na froncie trwała wojna pozycyjna.
Komuniści zbudowali system bunkrów w Korei Północnej. ChAL-W do końca wojny toczyła lokalne walki na froncie pozycyjnym, między innymi, np. o Wzgórze Schabowe zaciekle atakowane w 1953 r. Siły ChAL-W wycofały się z Korei Północnej do 1958 roku.